# Xahpuhr Mihran
Xahpuhr Mihran   (segle V - Després de 482) Shahpuhr Mihran, fou un general iranià membre de la casa dels Mihrànides, que va ser governador d'Armènia després d'haver sufocat una revolta dels armenis.
El rei sassànida Peroz I volia venjar el seu partidari, Varsken de Gogarene, príncep iber assassinat pel rei Vakhtang I Cap de Llop, va enviar al seu general Xahpuhr Mihran al regne d'Ibèria. Per defensar-se, Vakhtang va cridar als huns i als senyors armenis, invocant la solidaritat entre cristians. Després d'haver sospesat amb cura la seva decisió, Baanes Mamiconi va acceptar d'amotinar-se contra els perses. Va expulsar del país al marzban Adhur Guschnasp, va fer nomenar a Isaac Bagratuní com nou marzban, i va derrotar completament l'exèrcit persa enviat com a reforç.
Durant l'estiu del 482, Xahpuhr Mihran va amenaçar Ibèria i Vakhtang va cridar als armenis al rescat. Baanes i Isaac arribaren al front d'un exèrcit, però foren derrotats a la batalla d'Akesga, on Isaac va morir. Baanes va conduir les restes de l'exèrcit armeni cap a les muntanyes, on va dur a terme accions de guerrilla, mentre que Xahpuhr Mihran reprenia el control d'Armènia. Fou aviat cridat a la cort de Ctesifont i Baanes Mamiconi va aprofitar per reprendre el control de Dvin.